# Biblioteca Pública de Auburn
La biblioteca Pública de Auburn es una biblioteca histórica ubicada en 49 Spring Street, Auburn, Maine. La biblioteca fue construida en 1903 con una donación de Andrew Carnegie, y el edificio fue diseñado por el arquitecto William R. Miller en un estilo renacentista. Se añadió al Registro Nacional de Lugares Históricos en 1984.
El edificio de la biblioteca se amplió en 1956 y de nuevo en 2006 para dar cabida a una creciente comunidad de usuarios y servicios adicionales. La biblioteca actual es el doble del tamaño original del edificio. Se tuvo cuidado durante la expansión de 2006, para que permaneciera fiel a la arquitectura original del edificio, ganando el Premio Estatal de la biblioteca histórica en 2007.
En el otoño de 2012, la biblioteca abrió un laboratorio que proporciona acceso a las computadoras, cámaras, escáneres y otros equipos para la creación de medios digitales, como vídeo, fotografías y música. Un café de gestión privada, opera en el fondo de la biblioteca.